# Ducey-Les Chéris
Ducey-Les Chéris ist eine französische Gemeinde mit 2.829 Einwohnern (Stand 1. Januar 2022) im Département Manche in der Region Normandie. Sie gehört zum Kanton Pontorson und zum Arrondissement Avranches.
Sie entstand mit Wirkung vom 1. Januar 2016 als Commune nouvelle durch die Zusammenlegung der ehemaligen Gemeinden Ducey und Les Chéris, die in der neuen Gemeinde den Status einer Commune déléguée haben. Der Verwaltungssitz befindet sich im Ort Ducey.

## Gliederung
| Ortsteil                | ehemaliger INSEE-Code | Fläche (km²) | Einwohnerzahl zum 1. Januar 2022 |
| ----------------------- | --------------------- | ------------ | -------------------------------- |
| Ducey (Verwaltungssitz) | 50168                 | 11,21        | 2.572                            |
| Les Chéris              | 50132                 | 05,87        | .0257                            |

## Lage
Ducey-Les Chéris liegt rund acht Kilometer südöstlich von Avranches. Das Gemeindegebiet wird im Süden und Westen vom Fluss Sélune begrenzt, im Norden von seinem Zufluss Oir.

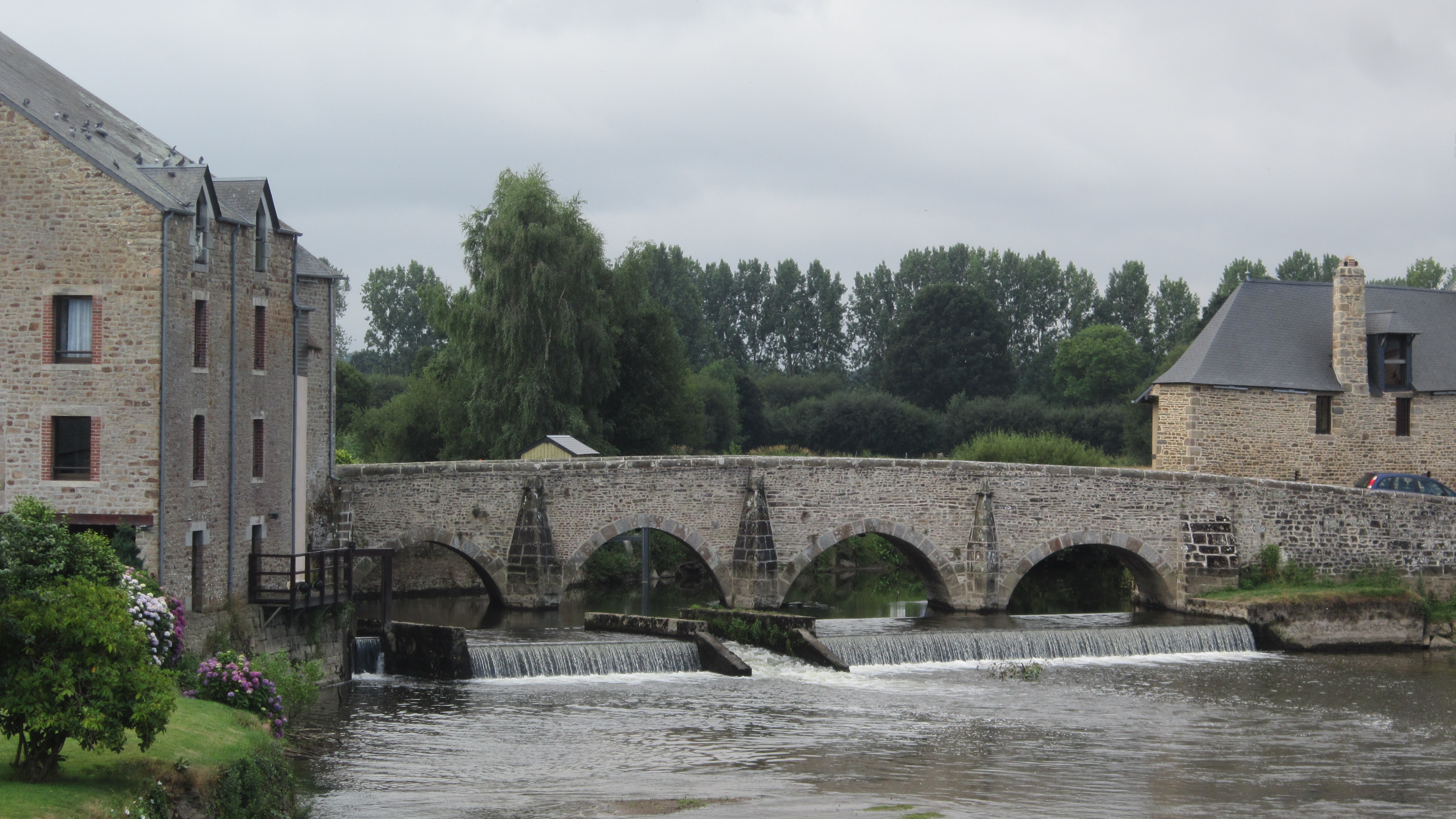
Brücke über der Sélune, ein Monument historique
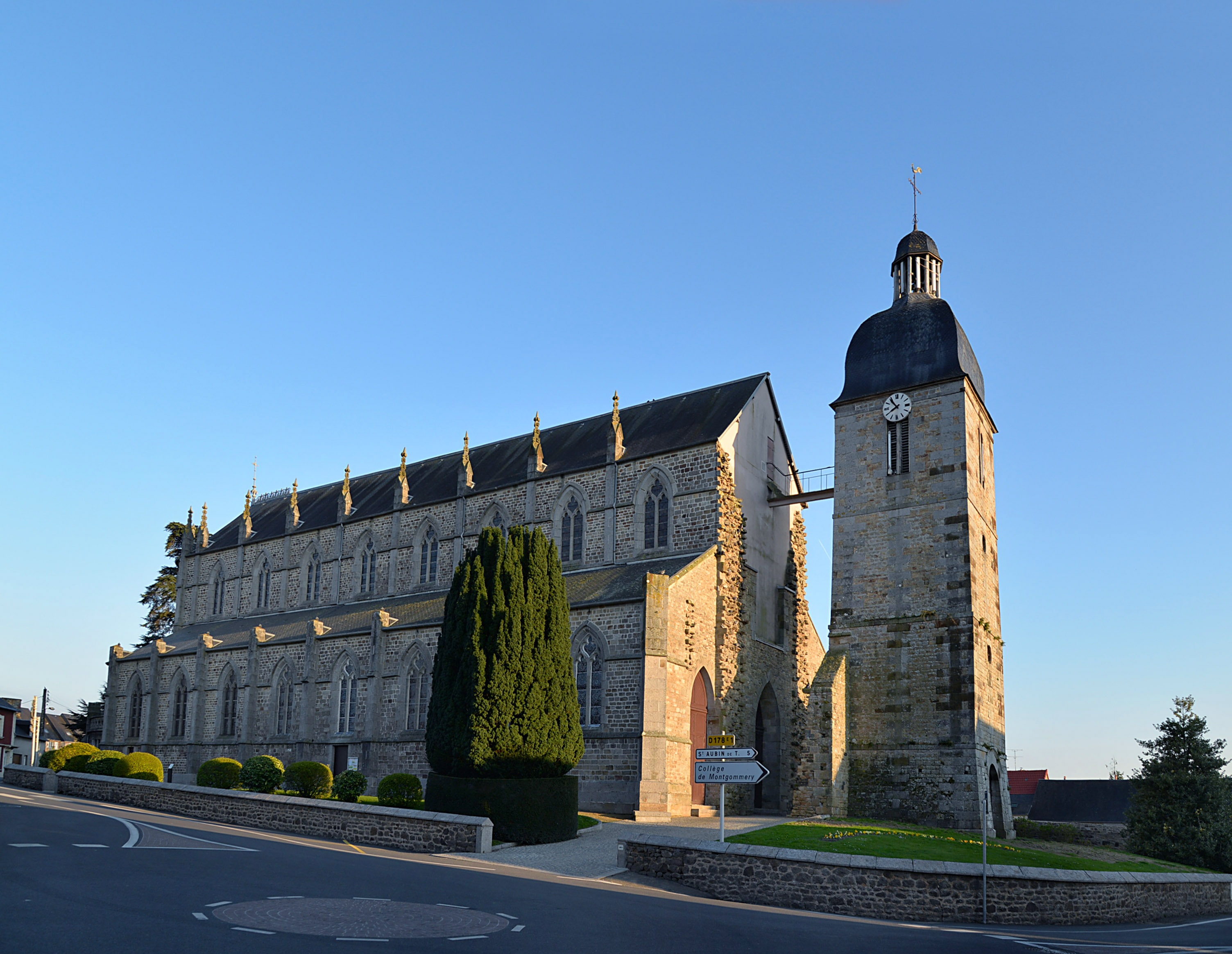
Kirche Saint-Pair in Ducey
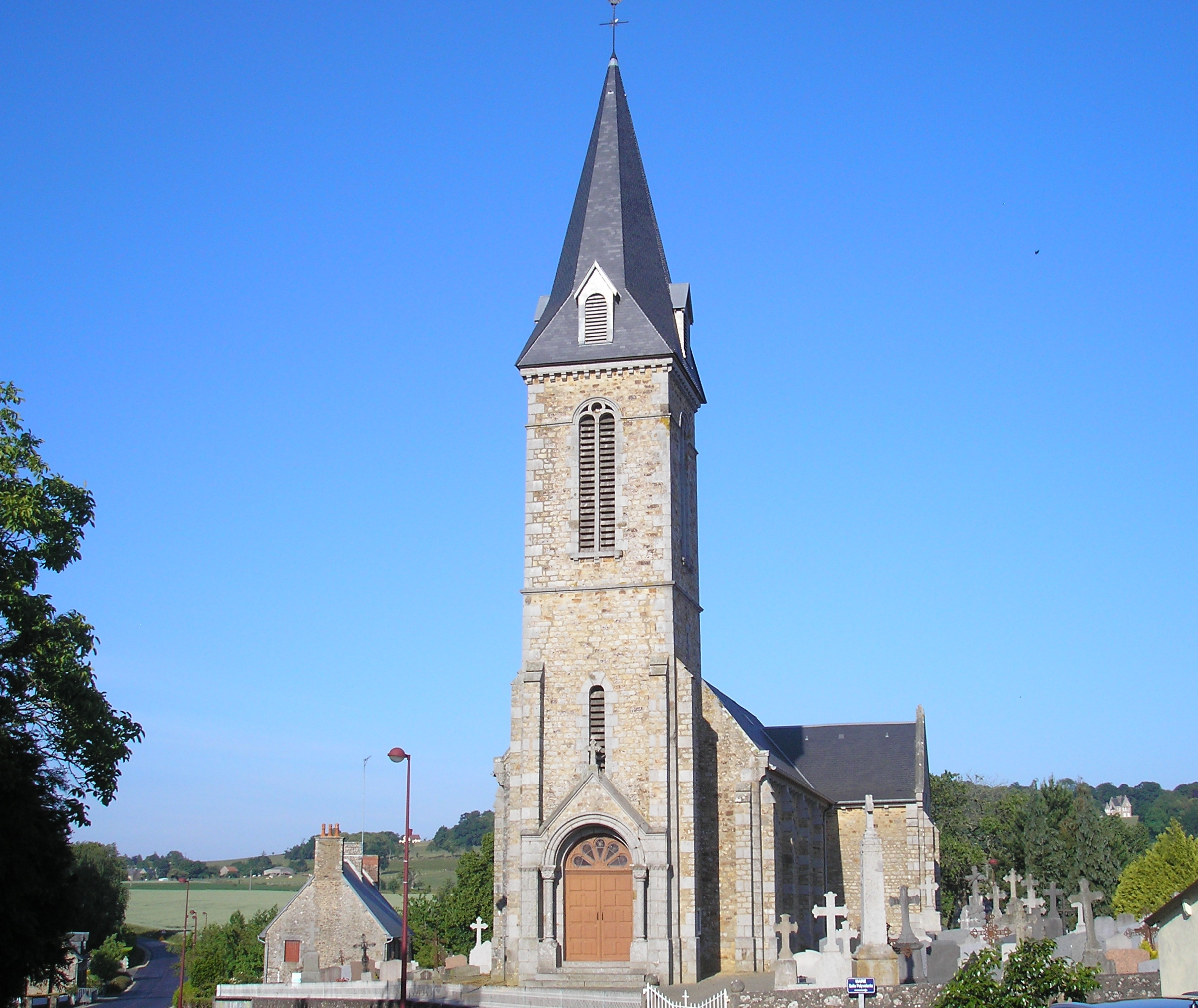
Kirche Saint-Médard-et-Saint-Gildas in Les Chéris